# Petite Meller
Sivan Eva Meller, conhecida profissionalmente como Petite Meller, é um cantora, compositora e modelo franco-israelense residente em Los Angeles. Seu álbum de estreia, Lil Empire, foi lançado em 9 de setembro de 2016. O trabalho de Meller é fortemente influenciado pela filosofia, cinema, arte de moda visual, Graceland de Paul Simon e sua avó.

## Vida pregressa
Meller nasceu em Paris, França, e mudou-se para Tel Aviv quando tinha 11 anos. A mãe de Meller é francesa, seu pai é polonês e ela tem uma irmã. Ao crescer, ela dividiu seu tempo entre Israel e Paris, onde ficaria com sua avó.
Meller cresceu ouvindo jazz e artistas africanos como Fela Kuti. A primeira vez que ela se apresentou no palco foi em um concurso de férias de verão do Club Med no sul da França, onde ela ficou em segundo lugar e ganhou um milkshake rosa. Quando Meller era jovem, ela escrevia músicas e as gravava em um toca-fitas. Aos sete anos, Meller e um garoto por quem ela se apaixonou, gravaram uma música juntos em um banheiro para capturar o som da água.

## Carreira
Meller começou sua carreira em Israel, atuando como vocalista da banda israelense de electroclash, Terry Poison, de 2003 a 2011. Depois de deixar a banda, Meller mudou-se para o Brooklyn, Nova York para buscar seu próprio som em 2012. Falando de sua saída de Terry Poison, Meller disse que a decisão de sair a deixou "libertada" e cheia de "poder feminino". Durante seu tempo com Terry Poison, a banda lançou um álbum de estreia auto-intitulado, com Meller auxiliando na escrita e composição, bem como interpretando os vocais ao longo do álbum.
Em 2014, Meller mudou-se para Londres depois de conhecer seu empresário.
Em 2015, Meller assinou um contrato de gravação com a Island Records UK e Island Records US, além de um contrato de publicação com a Warner/Chappell Music US.
Seu single de 2015, "Baby Love", alcançou a posição 30 no UK Singles Chart. Meller se apresentou no Reading and Leeds e Latitude Festival em 2015.
Seu álbum de estreia, Lil Empire, foi lançado em 9 de setembro de 2016.
Meller foi indicada no MTV Europe Music Award para Melhor Artista Push de 2017.
Em 2020, com o lançamento de "Dying Out of Love", Meller entrou em um novo gênero de música que ela chamou de "Ork Pop" (pop orquestral). Seu próximo álbum incluirá uma música escrita para ela por Diane Warren e incluirá músicas da Orquestra Real de Moscou.
Um ícone de estilo, Meller já sentou na primeira fila em desfiles de moda como Chanel, Armani e Miu Miu. Fotógrafos de primeira linha que trabalharam com Meller incluem Mario Testino, Ellen Von Unwerth, Valerie Phillips e Jean-Baptiste Mondino, para publicações como Vogue US, Interview, Time, V, The Guardian, i-D, Vice, Paper, Evening Standard, NME, Vanity Fair, W, Flaunt, Wonderland e Dazed. Meller foi o rosto da Elle México 2020 e apareceu na capa de revistas como French Fries, Vein, S, Irk, Elle Bélgica e Harper's Bazaar Vietnam.

## Artisticidade
Nas publicações, Meller é retratada como uma cantora francesa, embora ela mesma se defina como uma cidadã do mundo. Ela afirmou que sua música "não é muito conectada à realidade", e ela descreve sua música como "nouveau jazzy pop".
Meller é conhecida por usar seus estudos de filosofia como inspiração em suas músicas e vídeos, bem como em homenagens cinematográficas. Ao falar à Paper Magazine sobre sua missão artística, Meller fez referência à teoria de Stephen Hawking e disse que há "uma multiplicidade de realidades ao mesmo tempo. Nos meus vídeos, eu crio minhas pequenas realidades, porque eu acredito que temos que pegar todos os desejos e as fantasias e expô-las. Trazer a vida inconsciente à realidade: é disso que eu gosto".
A imagem é uma grande parte da persona de Meller e usa seu ouvido como uma bússola que leva à sua estética. Ao ouvir as gravações de suas músicas, ela afirmou que tem visões claras de onde ir para gravar o vídeo, as cores e a história.
Meller é vista regularmente com bochechas rosas, tranças loiras, gorros, collants e roupas extravagantes em um visual lolita infantil. Meller falou sobre seu estilo dizendo, "Eu me visto um pouco como um palhaço às vezes, como um personagem absurdo, porque sinto que a vida é muito absurda e não há nada a fazer além de dançar a dor. É disso que se tratam os meus shows. Eles são uma celebração." Durante férias com a família, Meller sofreu graves queimaduras de sol em seu rosto e corpo. Como resultado disso, Meller usa blush rosa nas bochechas como um lembrete simbólico do trauma passado que ela enfrentou. Ela cita os psicanalistas, Freud e Lacan como a inspiração por trás desta decisão.
Quando perguntada pela Flavor Magazine se é importante para Meller que haja uma mensagem profunda em suas músicas, ela respondeu; "Na verdade não, eu gostaria que as pessoas se divertissem ouvindo minha música. Sempre preferi o sabor do leite com chocolate à profundidade de um café azedo sem açúcar. Para mim, apenas assistir crianças de escola dançando fora de controle ao som de Baby Love no pátio da escola é tudo."

## Videoclipes
Videoclipes para sua música são muito da expressão de Meller como artista. Meller trabalha quase exclusivamente com o diretor e arquiteto, Asaf Tennessee Mann e o diretor mexicano, Napoleon Habeica para encapsular seu estilo estético único. Antes de filmar um vídeo, Meller chega com pelo menos uma semana de antecedência para procurar personagens locais para lançar e incluir em sua premissa de destino. Cada um de seus vídeos geralmente são coloridos e incluem ligações visuais semelhantes de pessoas reunidas em uma fila e dançando ao seu redor. Inspirada pela sua avó, um lenço e um molde de mão são frequentemente repetidos em seus vídeos para capturar a sensação de superação e cura na vida.
No vídeo de "Backpack", Meller mostra uma representação artística de cenas de sua infância descobrindo a sexualidade pela primeira vez através de um jogo ou enquanto caminhava sozinha em campos abertos e sentindo prazer pela primeira vez. A cena do esqui aquático é sobre se sentir livre e reconhecer que as coisas estão se encaixando. Meller queria praticar esqui aquático e por coincidência ela conheceu um fã que lhe ensinou a habilidade todo fim de semana na fronteira da Suíça. A música é baseada na citação do filósofo Zizek, "ame seu sintoma", que Meller entende como usar o que o prende na vida e torná-lo seu propósito - uma mochila de devoção. O vídeo é uma homenagem ao filme, L'Enfer, de Henri-Georges Clouzot. O vídeo foi indicado ao Prêmio Jovem Diretor do Festival de Cannes de 
2014 para Melhor Vídeo Musical Europeu.
O vídeo de 2014 para "NYC Time" foi dirigido por A.T. Mann e Napoleon Habeica e mostra Meller sendo carregada por seu amigo Justin Elephant por Nova York, uma floresta e outros cenários. Foi inspirado na estética de David Hamilton e representa a viagem do ritmo para NYC.
O vídeo de "Baby Love" foi filmado no Quênia inspirado em meninas de escola de coração partido dançando sua dor. Sua estética colonial dividiu opiniões quando Meller dançou em trajes escassos ao lado de moradores e girafas, o que gerou algumas dúvidas sobre se era inquietante que tal comunidade estivesse sendo usada como relatado pelo The Evening Standard. Quando questionada sobre como a comunidade era compensada, Meller afirmou que a gravadora pagou a comunidade, forneceu espelhos para sua escola de dança e deu computadores para a escola. Ao invés do choque de valor, Meller escolheu o Quênia porque ela estava inspirada por Graceland de Paul Simon e seus sons africanos e que ela sentia fortemente os problemas na área com o Boko Haram, então queria mostrar mulheres africanas fortes para colocar uma perspectiva diferente nas coisas.
O vídeo de "Icebear", uma releitura da música da banda alemã dos anos 80, Grauzone, é filmado em uma paisagem coberta de neve inspirada no trabalho de Andrei Tarkovsky e Ingmar Bergman e dirigido por A.T. Mann.
O vídeo de "Barbaric" é filmado em um lar de idosos em Miami com os moradores reais. Meller foi inspirada porque passou muito de sua juventude com seus avós, pois seus pais costumavam estar muito ocupados. Ela chama o vídeo de uma espécie de encerramento para sua avó.
A música "Milk Bath" trata da psicanálise, e a primeira refeição que um bebê tem na vida é o leite. "É disso que se tratam as necessidades e desejos – começa com o leite", disse Meller. O vídeo foi filmado na Alemanha e no Senegal e novamente foi dirigido por A.T. Mann. Uma permissão especial necessária foi  concedida pelos cientistas para que Meller pudesse nadar no famoso lago rosa do Senegal, e em troca ela foi pedida a fornecer uma amostra da água.
No vídeo de "The Flute", Meller viajou para a Mongólia para encontrar uma tribo de garotas de bochechas coradas que ela já havia visto em uma foto na época em que sofreu a traumática queimadura de sol.
Em 2019, Meller lançou a música "Aeroplane" que ela escreveu enquanto viajava de avião para o Rio. O vídeo mostra Meller em uma jornada pela América em um casaco laranja coberto de penas e outras criações de moda. Ela é apoiada por equipes de dançarinos em diferentes locais. O L'Officiel descreveu o vídeo como "avant-garde" e "cheio de moda, simbolismo e coreografia".
O vídeo lançado em 2020 para "Dying Out of Love" usou vídeos gravados por fãs filmados durante a pandemia de COVID-19. Foi escrito em colaboração com Andreas Soderlund (Hyena), que escreveu a música para seu casamento. Mellor ouviu a música e acrescentou a letra sobre a dor do término de seu relacionamento que ocorreu durante os primeiros dias da pandemia. Meller sentiu como se estivesse debaixo d'água durante a separação, então incorporou isso filmando em uma piscina.

## Vida pessoal

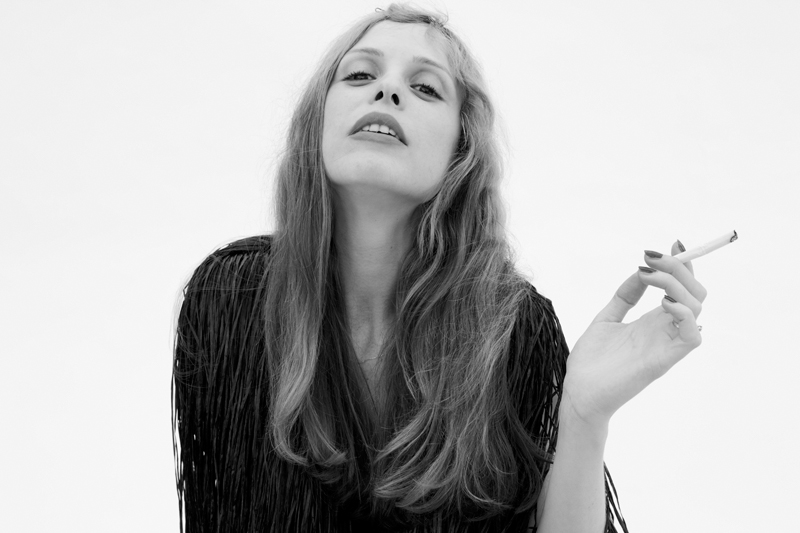
Meller em 2011

Meller estudou filosofia de pós-graduação na Sorbonne em Paris e na Universidade de Tel Aviv, onde sua tese foi sobre o sublime e a psicose, inspirada nas obras de Schiller e Kant. Ela fez um doutorado em filosofia na UCLA que ela afirmou que a ajuda a entender como tudo afeta suas letras sobre morrer e psicose.
Meller acredita em encontros fatídicos baseados na busca de ajuda do universo. Ela relata inúmeras pessoas que conheceu no momento certo por meio de situações coincidentes. Uma dessas pessoas foi seu empresário que a descobriu quando estava pesquisando na internet para encontrar a hora local em Nova York, mas em vez disso se viu assistindo ao vídeo dela para "NYC Time". Ele posteriormente se aproximou dela, mudou-a para Londres e a ajudou a garantir um contrato com a Island.
Um artigo de setembro de 2016 do Financial Times, observou a idade de Meller como então 21, no entanto, o Evening Standard apontou para um vídeo de Meller cantando em 2007 com Terry Poison, que pelo relatório do Financial Times teria feito dela apenas 12 anos de idade na época levando a certa confusão. O aniversário de Meller é em 14 de julho, no entanto ela se esforça para manter seu ano de nascimento em segredo.
Meller atualmente mora em Los Angeles e gosta de colecionar discos de vinil rosa.

## Discografia

### Álbums
| Título     | Detalhes                                                                                 |
| ---------- | ---------------------------------------------------------------------------------------- |
| Lil Empire | - Lançamento: 9 de setembro de 2016 - Gravadora: Island - Formatos: CD, download digital |

### Singles
| Título                                 | Detalhes                                                                                               |
| -------------------------------------- | --- |
| "Backpack"                             | - Lançamento: 17 de novembro de 2013 - Gravadora: Night Beach - Formatos: Download digital, vinil      |
| "NYC Time"                             | - Lançamento: 17 de julho de 2014 - Night Beach - Formatos: Download digital, vinil                    |
| "Baby Love"                            | - Lançamento: 10 de março de 2015 - Gravadora: Island - Formatos: CD, download digital, vinil          |
| "Barbaric"                             | - Lançamento: 21 de setembro de 2015 - Gravadora: Island - Formato: Download digital                   |
| "Sunday Morning" (com Børns)           | - Lançamento: 6 de novembro de 2015 - Gravadora: Interscope - Formato: Download digital                |
| "Lil' Love" (com participação de Pnau) | - Lançamento: 18 de março de 2016 - Gravadora: Island - Formato: Download digital                      |
| "Milk Bath"                            | - Lançamento: 1 de julho de 2016 - Gravadora: Island - Formato: Download digital                       |
| "The Flute"                            | - Lançamento: 19 de agosto de 2016 - Gravadora: Island - Formato: Download digital                     |
| "Aeroplane"                            | - Lançamento: 21 de junho de 2019 - Gravadora: Auto-lançado - Formatos: Download digital, streaming    |
| "The Way I Want"                       | - Lançamento: 28 de outubro de 2019 - Gravadora: Auto-lançado - Formatos: Download digital, streaming  |
| "Dying Out of Love"                    | - Lançamento: 18 de novembro de 2020 - Gravadora: Auto-lançado - Formatos: Download digital, streaming |